# 安东尼·伦道夫
安东尼·伦道夫（英語：Anthony Randolph，1989年7月15日—），美国、斯洛文尼亚男子篮球运动员。他曾代表美国参加2015年泛美运动会篮球比赛，获得一枚铜牌。他也曾代表斯洛文尼亚参加2017年欧洲篮球锦标赛，获得冠军。